# Jakobstadsbanan
| Unknown BSicon "STR+GRZq" |

| Non-passenger station/depot on track |

| Non-passenger station/depot on track |

| Unknown BSicon "eHST" |

| Unknown BSicon "eHST" |

| Unknown BSicon "ABZgl" |

| Unknown BSicon "eHST" |

| Unknown BSicon "eHST" |

| Unknown BSicon "ABZg+r" |

| Station on track |

| Straight track |

| Unknown BSicon "STR+GRZq" |

| Non-passenger station/depot on track |

| Non-passenger station/depot on track |

| Unknown BSicon "eHST" |

| Unknown BSicon "eHST" |

| Unknown BSicon "ABZgl" |

| Unknown BSicon "eHST" |

| Unknown BSicon "eHST" |

| Unknown BSicon "ABZg+r" |

| Station on track |

| Straight track |

Jakobstadsbanan är en bansträckning som tillhör Finlands bannät och är en del av Österbottenbanan där den avgrenas vid Bennäs station. Spåret fortsätter till Jakobstad och slutar vid Jakobstads hamn i stadsdelen Alholmen. Banans längd är 14 km, den är enkelspårig, elektrifierad och där går enbart godstrafik.